# Robert Skidelsky

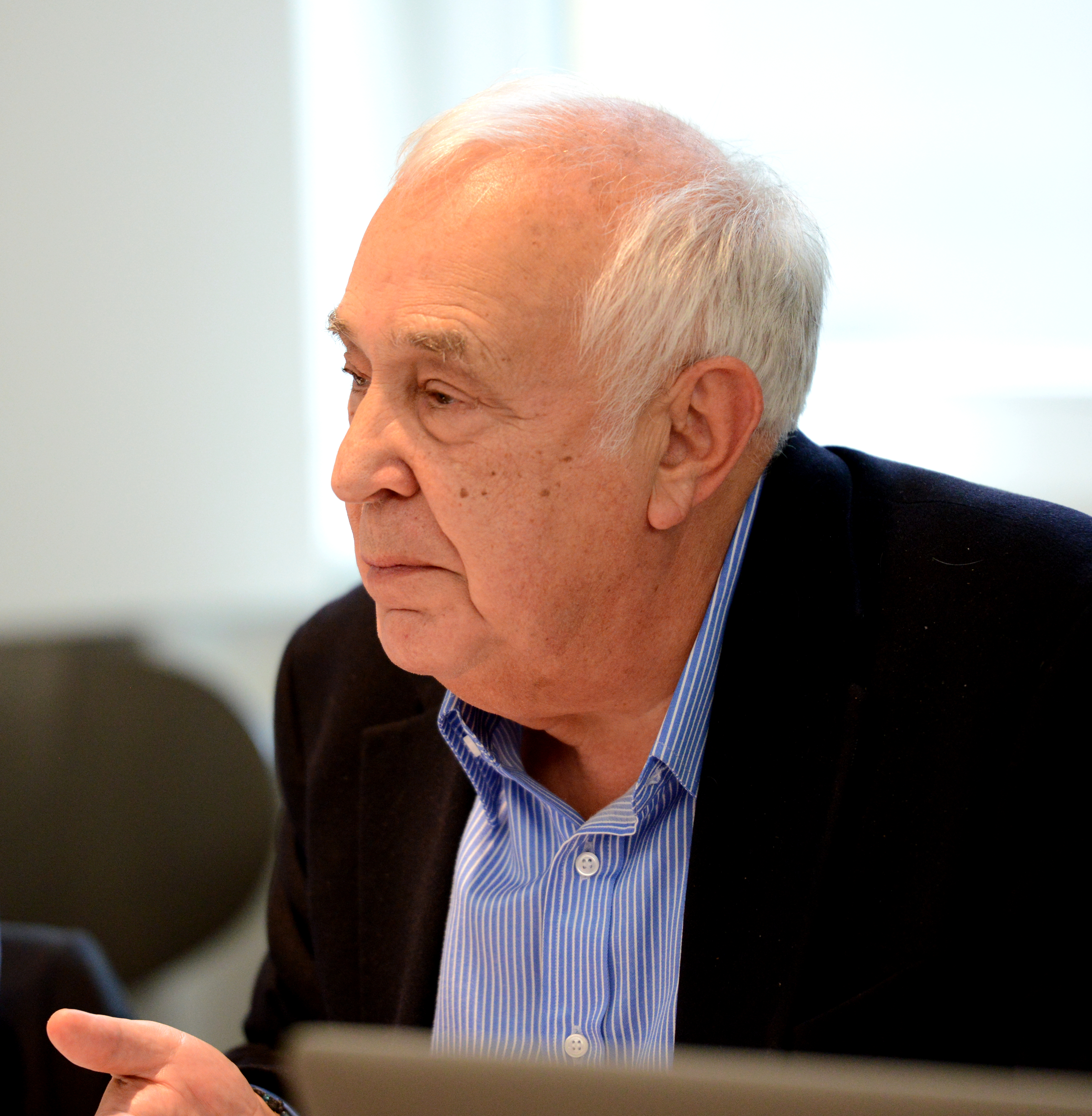
Robert Skidelsky, 2014.

Robert Jacob Alexander Skidelsky (later baron Skidelsky) (Harbin, China, 25 april 1939) is een Britse economisch historicus van Russische afkomst. Hij studeerde geschiedenis aan de Universiteit van Oxford en was hoogleraar politieke economie aan de Universiteit van Warwick. Hij is de auteur van een bekroonde driedelige biografie van John Maynard Keynes.

## Biografie
Skidelsky's ouders, Boris Skidelsky en Galia Sapelkin waren Britten met Russische roots, joods langs vaderszijde en christen langs moederszijde. Zijn vader werkte voor het familiebedrijf L. S. Skidelsky dat de Mulin steenkoolmijn huurde van de Chinese regering. Toen de oorlog tussen Engeland en Japan uitbrak in december 1941 werd hij met zijn ouders gevangengezet in Mantsjoerije, dan in Japan, en dan vrijgelaten in ruil voor Japanse gevangenen in Engeland. Met zijn ouders ging hij in 1947 terug naar China en woonden een jaar in Tianjin. Net voordat de communisten de stad innamen trokken ze naar Hong Kong.

### Opleiding
Van 1953 tot 1958 studeerde hij aan Brighton College. Daarna ging hij geschiedenis studeren aan de Universiteit van Oxford, waar hij van 1961 tot 1969 onderzoeker werd. In 1967 publiceerde hij zijn eerste boek Politicians and the Slump waarin hij zich baseerde op zijn doctoraat en naging op welke manier Britse politici omgingen met de Grote Depressie.

### Academische carrière
Van de British Academy kreeg Skidelsky een beurs, waarmee hij kon beginnen te werken aan een biografie van Oswald Mosley. In 1970 werd hij assistent aan de Johns Hopkins-universiteit, maar kon geen professor worden omwille van de controverse rond de publicatie van zijn biografie van Mosley, waarin hij te mild zou geweest zijn. Ook Oxford aanvaardde hem niet. In 1978 werd hij professor internationale studies aan de Universiteit van Warwick. Sinds 1990 is hij daar professor politieke economie. In 1994 werd hij verkozen tot Fellow van de British Academy.

### Politieke carrière
Skidelsky is lid geweest van drie politieke partijen: eerst van Labour Party, dat hij verliet om de Social Democratic Party op te richten waar hij bleef tot de partijd werd ontbonden in 1992. Op 15 juli 1991 werd hij Baron van Tilton (in East Sussex) en in 1992 werd hij lid van de Conservative Party tot hij in 2001 als onafhankelijke ging zetelen. In 1991 en in 2001 was hij voorzitter van de Social Market Foundation.

## Geselecteerde werken
- 1967: Politicians and the Slump
- 1969: English Progressive Schools
- 1975: Oswald Mosley
- 1983: John Maynard Keynes: Hopes Betrayed, 1883-1920
- 1992: John Maynard Keynes: The Economist as Savior, 1920-1937
- 1993: Interests and Obsessions: Historical Essays (Macmillan)
- 1995: The World After Communism: A Polemic for our Times (Macmillan)
- 1996: Keynes (Oxford University Press: Past Masters)
- 2000: John Maynard Keynes: Fighting for Britain, 1937-1946
- 2009: Keynes: The Return of the Master
- 2012: Hoeveel is genoeg? Geld en het verlangen naar een goed leven, met Edward Skidelsky

- 2023: The Machine Age: An Idea, a History, a Warning (Penguin Books)